# Ruta Interbalnearia
Die Ruta Interbalnearia ist eine Fernstraße in Uruguay.

## Lage
Die als vierspurige Straße ausgebaute 120 Kilometer lange Straße, die kurz auch als IB bezeichnet wird, befindet sich im Süden des Landes und führt durch die Departamentos Canelones und Maldonado. Dort verläuft sie parallel zur Küste des Río de la Plata und dient dabei der Verbindung der dort gelegenen Badeorte.
Sie führt als Fortsetzung der Ruta 101 ausgehend vom Flughafen Aeropuerto Internacional de Carrasco nach Osten bis nach Punta del Este. Nach 12 Kilometern vereint sie sich dann mit der Avenida Giannattasio, die die Fortsetzung der IB zwischen Montevideo und Arroyo Pando darstellt.
Die Ruta Interbalnearia, die eine wichtige Bedeutung für den Tourismussektor des Landes hat, ist die modernste und während der Sommermonate, sowie an Wochenenden am stärksten ausgelastete Straße Uruguays. Sie befindet sich daher auch in bestem, für die übrigen Straßen des Landes nicht immer beispielhaften Zustand.

## Galerie

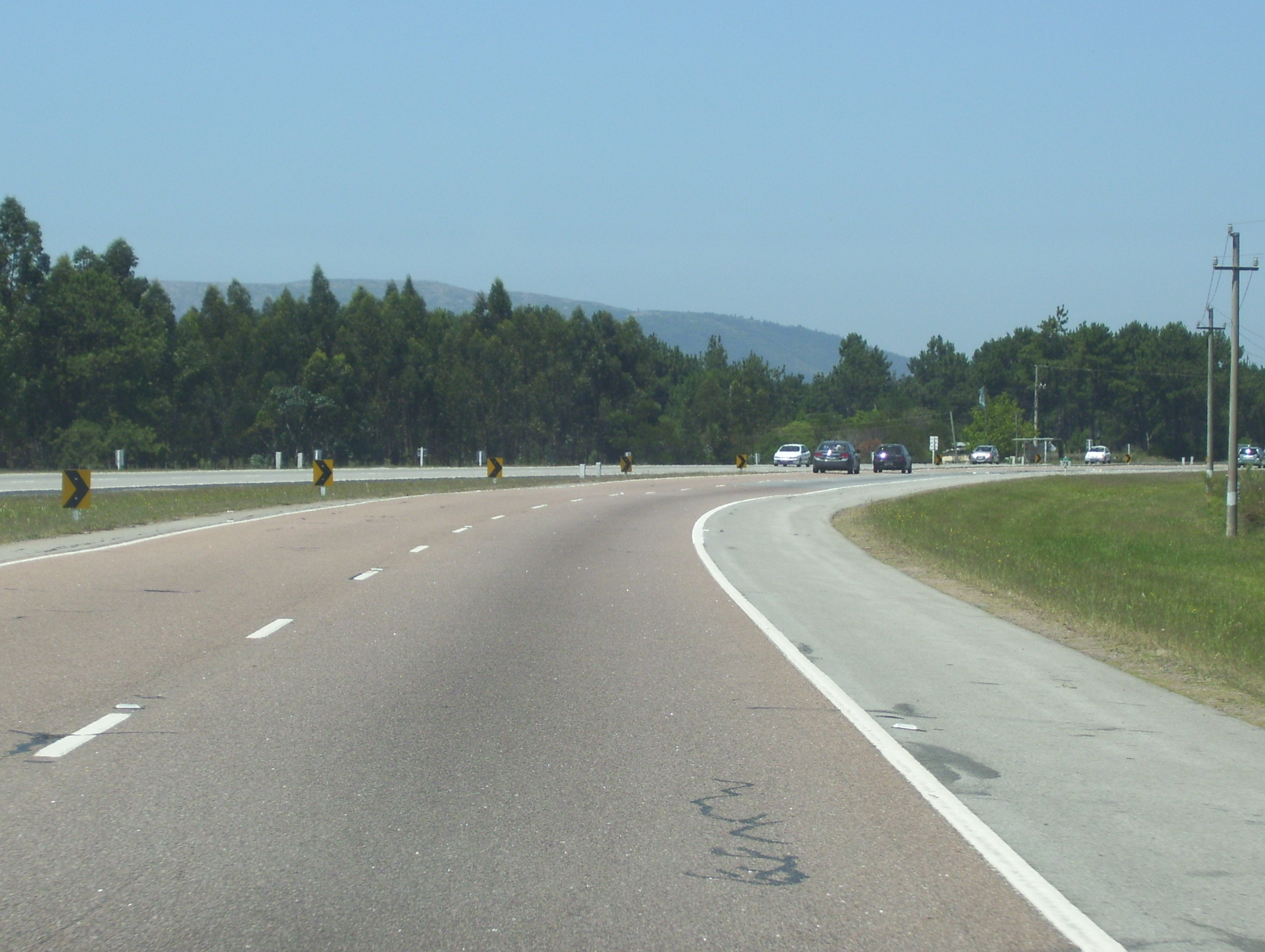
Ruta Interbalnearia im Departamento Canelones
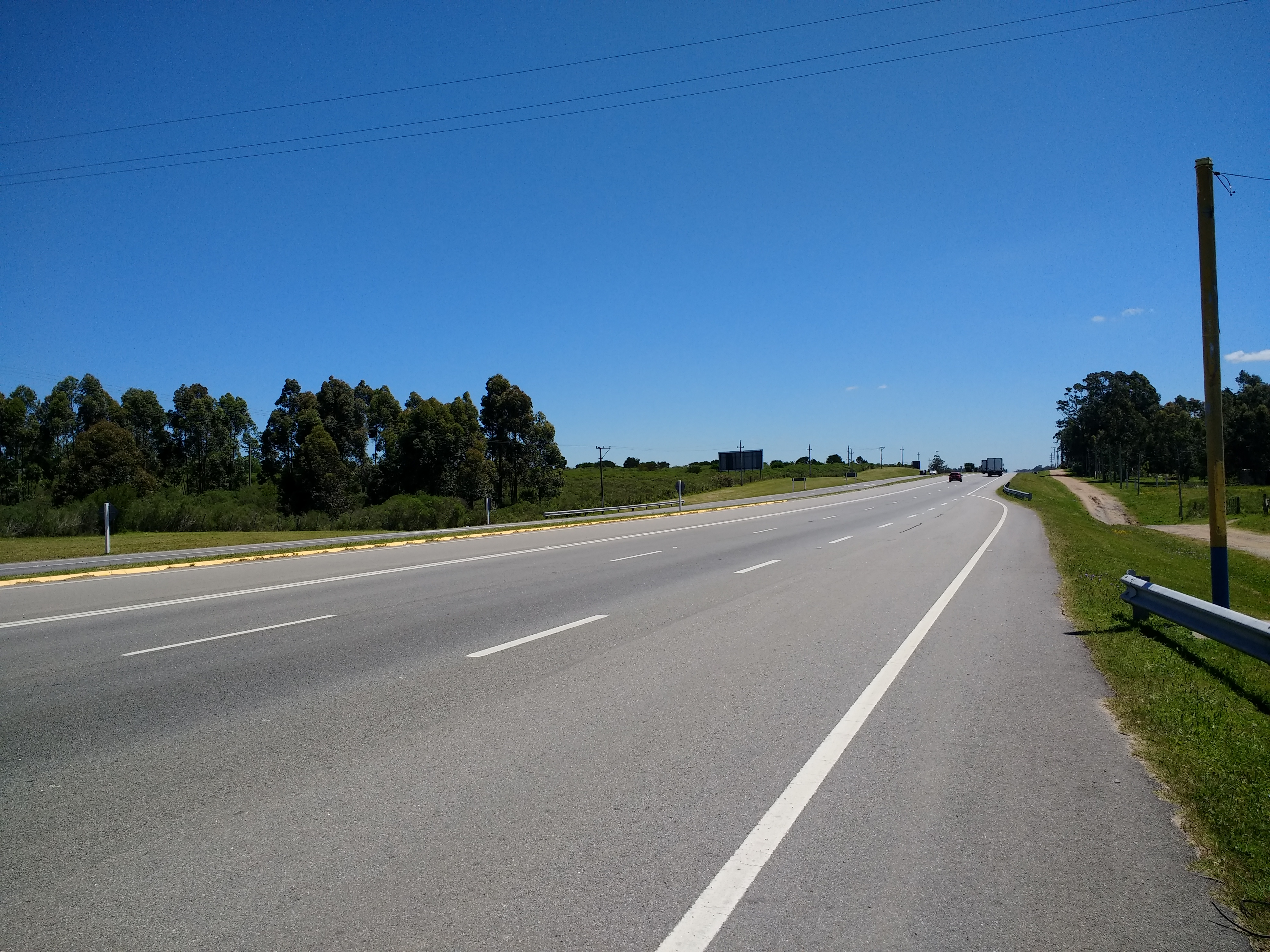
Ruta Interbalnearia nahe Costa Azul
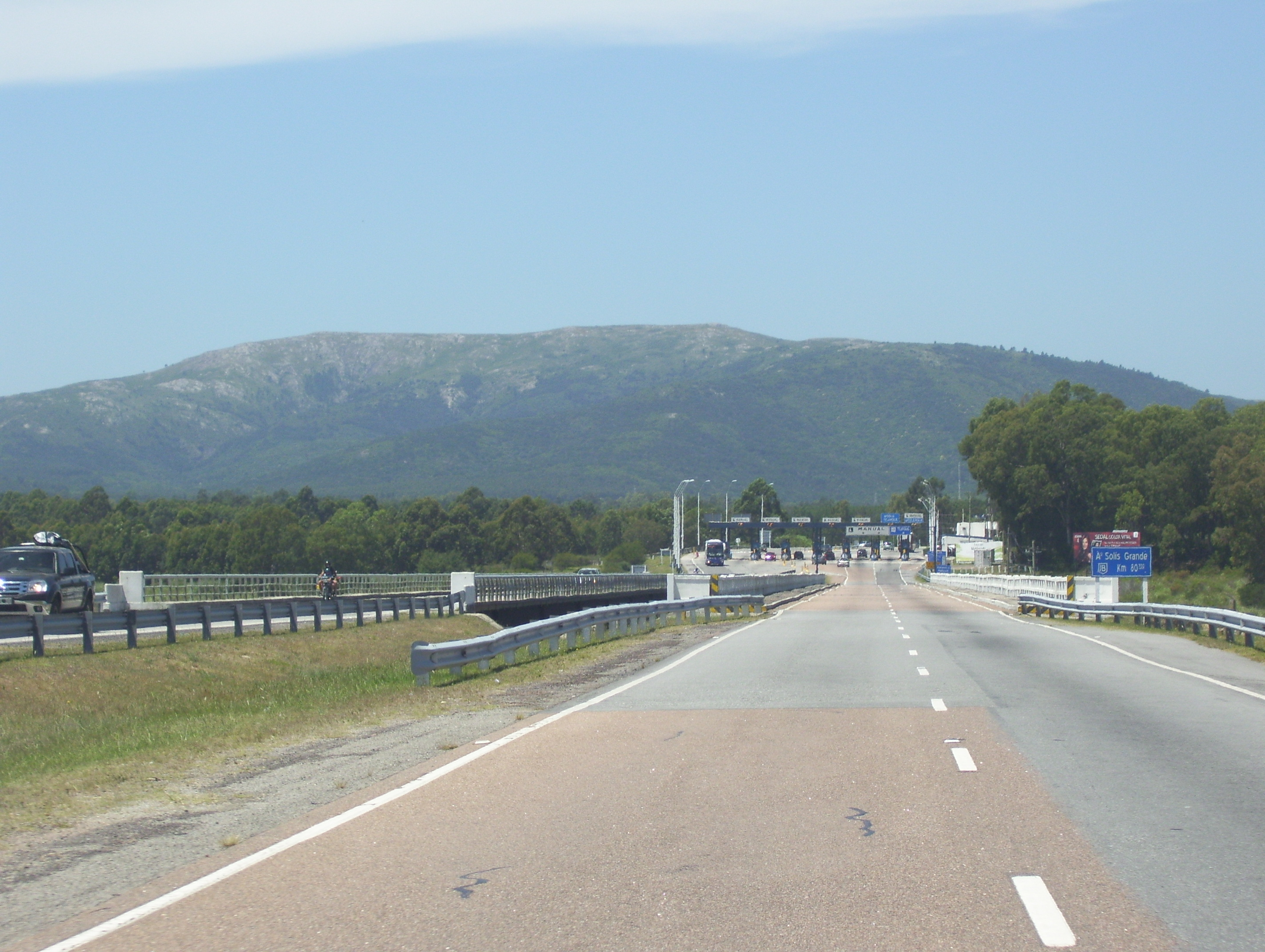
Ruta Interbalnearia nahe der Mautstation Peaje Solís
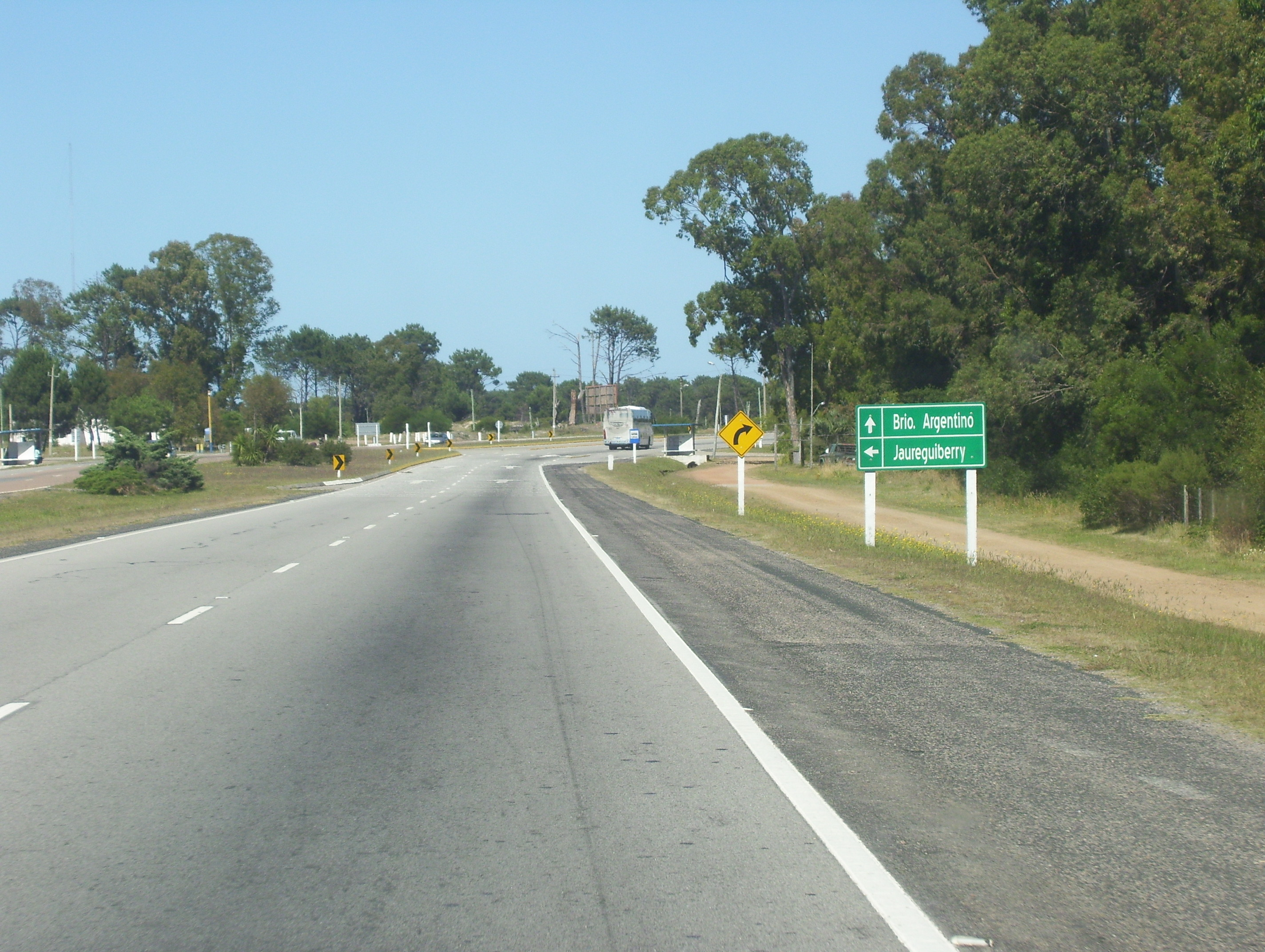
Ruta Interbalnearia auf Höhe von Jaureguiberry
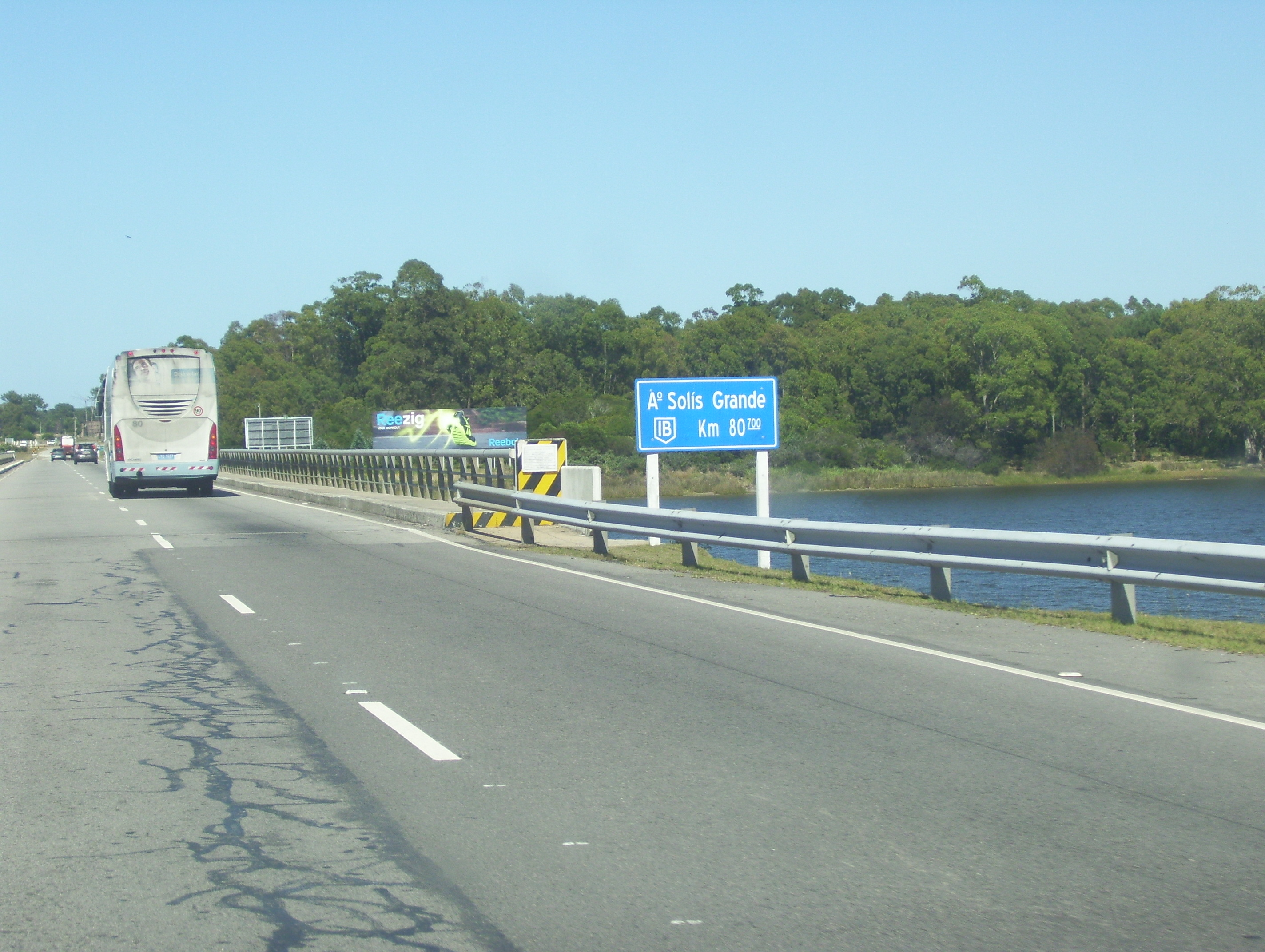
Ruta Interbalnearia auf Höhe des Arroyo Solís Grande
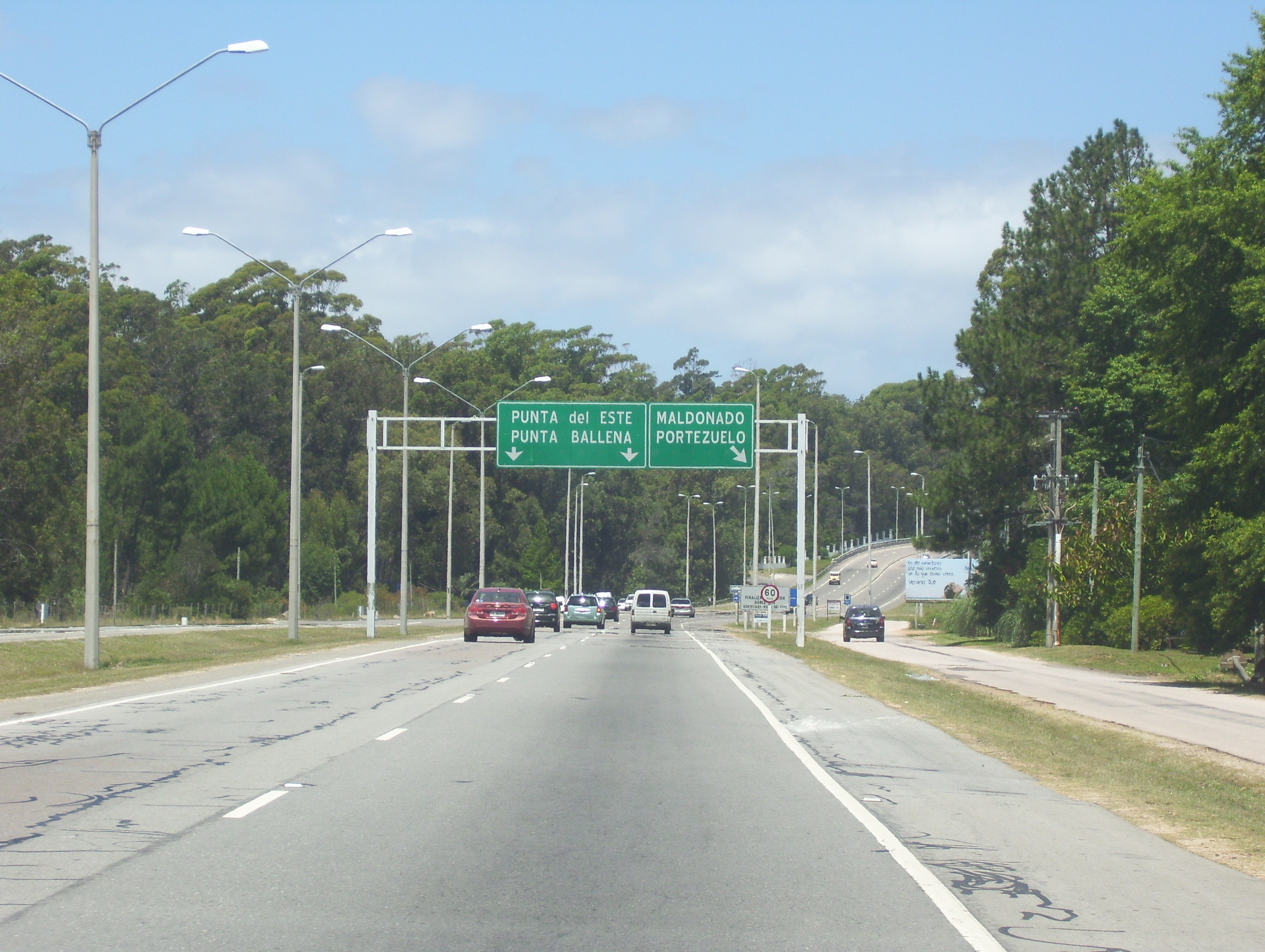
Ruta Interbalnearia nahe Portezuelo und der Abzweigung des Camino Lussich